# Albi di Mister No
Elenco delle pubblicazioni relative al fumetto Mister No, edito dalla Sergio Bonelli Editore. Riguarda esclusivamente i Mister No della serie inedita e della collana Le nuove avventure, pubblicate con cadenza mensile.
La serie su Mister No è terminata nel dicembre 2006 con il numero 379 Una nuova vita.
La collana Le nuove avventure è stata avviata nel luglio 2019.
| Indice 1975 1976 1977 1978 1979 1980 1981 1982 1983 1984 1985 1986 1987 1988 1989 1990 1991 1992 1993 1994 1995 1996 1997 1998 1999 2000 2001 2002 2003 2004 2005 2006 2019 |

## 1975
| Nr. | Titolo                 | Mese di pubblicazione | Soggetto      | Sceneggiatura | Disegni                            | Copertina      |
| --- | ---------------------- | --------------------- | ------------- | ------------- | ---------------------------------- | -------------- |
| 1   | Mister No              | giugno                | Guido Nolitta | Guido Nolitta | Gallieno Ferri                     | Gallieno Ferri |
| 2   | Amazzonia              | luglio                | Guido Nolitta | Guido Nolitta | Gallieno Ferri e Franco Donatelli  | Gallieno Ferri |
| 3   | L'ultimo cangaceiro    | agosto                | Guido Nolitta | Guido Nolitta | Franco Donatelli e Franco Bignotti | Gallieno Ferri |
| 4   | Morte nel Sertão       | settembre             | Guido Nolitta | Guido Nolitta | Franco Bignotti                    | Gallieno Ferri |
| 5   | La vendetta del gringo | ottobre               | Guido Nolitta | Guido Nolitta | Franco Bignotti                    | Gallieno Ferri |
| 6   | L'uomo della Guyana    | novembre              | Guido Nolitta | Guido Nolitta | Roberto Diso                       | Gallieno Ferri |
| 7   | Tamburi nella giungla  | dicembre              | Guido Nolitta | Guido Nolitta | Roberto Diso e Franco Bignotti     | Gallieno Ferri |

## 1976
| Nr. | Titolo                      | Mese di pubblicazione | Soggetto      | Sceneggiatura | Disegni                            | Copertina      |
| --- | --------------------------- | --------------------- | ------------- | ------------- | ---------------------------------- | -------------- |
| 8   | Il caimano d'argento        | gennaio               | Guido Nolitta | Guido Nolitta | Franco Bignotti                    | Gallieno Ferri |
| 9   | L'uomo dalla maschera rossa | febbraio              | Guido Nolitta | Guido Nolitta | Franco Bignotti                    | Gallieno Ferri |
| 10  | I pirati del fiume          | marzo                 | Guido Nolitta | Guido Nolitta | Franco Bignotti                    | Gallieno Ferri |
| 11  | Avventura in Ecuador        | aprile                | Guido Nolitta | Guido Nolitta | Franco Bignotti                    | Gallieno Ferri |
| 12  | "Tango" Martinez            | maggio                | Guido Nolitta | Guido Nolitta | Franco Bignotti e Roberto Diso     | Gallieno Ferri |
| 13  | Rio Negro                   | giugno                | Guido Nolitta | Guido Nolitta | Roberto Diso                       | Gallieno Ferri |
| 14  | Ombre nella notte           | luglio                | Guido Nolitta | Guido Nolitta | Roberto Diso                       | Gallieno Ferri |
| 15  | Il tempio dei Maya          | agosto                | Guido Nolitta | Guido Nolitta | Roberto Diso                       | Gallieno Ferri |
| 16  | Uno sporco affare           | settembre             | Guido Nolitta | Guido Nolitta | Franco Donatelli                   | Gallieno Ferri |
| 17  | Agente segreto Zeta 3       | ottobre               | Guido Nolitta | Guido Nolitta | Franco Donatelli e Franco Bignotti | Gallieno Ferri |
| 18  | Tragica palude              | novembre              | Guido Nolitta | Guido Nolitta | Franco Bignotti                    | Gallieno Ferri |
| 19  | "Operazione Poseidon"       | dicembre              | Guido Nolitta | Guido Nolitta | Franco Bignotti                    | Gallieno Ferri |

## 1977
| Nr. | Titolo                     | Mese di pubblicazione | Soggetto                         | Sceneggiatura                    | Disegni                            | Copertina      |
| --- | -------------------------- | --------------------- | -------------------------------- | -------------------------------- | ---------------------------------- | -------------- |
| 20  | Evasione!                  | gennaio               | Guido Nolitta e Andrea Mantelli  | Guido Nolitta e Andrea Mantelli  | Franco Bignotti e Franco Donatelli | Gallieno Ferri |
| 21  | Colpo grosso               | febbraio              | Guido Nolitta e Andrea Mantelli  | Guido Nolitta e Andrea Mantelli  | Franco Donatelli                   | Gallieno Ferri |
| 22  | Destinazione Haiti         | marzo                 | Alfredo Castelli                 | Alfredo Castelli                 | Franco Bignotti                    | Gallieno Ferri |
| 23  | L'isola della magia        | aprile                | Alfredo Castelli                 | Alfredo Castelli                 | Franco Bignotti                    | Gallieno Ferri |
| 24  | Atlantico!                 | maggio                | Alfredo Castelli e Guido Nolitta | Alfredo Castelli e Guido Nolitta | Franco Bignotti e Roberto Diso     | Gallieno Ferri |
| 25  | Bersaglio umano            | giugno                | Guido Nolitta                    | Guido Nolitta                    | Roberto Diso                       | Gallieno Ferri |
| 26  | La furia gialla            | luglio                | Guido Nolitta                    | Guido Nolitta                    | Roberto Diso                       | Gallieno Ferri |
| 27  | Chi ha visto Carlos Gomez? | agosto                | Guido Nolitta                    | Guido Nolitta                    | Franco Bignotti                    | Gallieno Ferri |
| 28  | Diamanti                   | settembre             | Guido Nolitta                    | Guido Nolitta                    | Franco Bignotti                    | Gallieno Ferri |
| 29  | La città misteriosa        | ottobre               | Alfredo Castelli                 | Alfredo Castelli                 | Vincenzo Monti                     | Gallieno Ferri |
| 30  | Doppio gioco               | novembre              | Alfredo Castelli                 | Alfredo Castelli                 | Vincenzo Monti e Franco Bignotti   | Gallieno Ferri |
| 31  | El Loco                    | dicembre              | Alfredo Castelli e Guido Nolitta | Alfredo Castelli e Guido Nolitta | Franco Bignotti e Roberto Diso     | Gallieno Ferri |

## 1978
| Nr. | Titolo                    | Mese di pubblicazione | Soggetto                         | Sceneggiatura                    | Disegni                                          | Copertina      |
| --- | ------------------------- | --------------------- | -------------------------------- | -------------------------------- | ------------------------------------------------ | -------------- |
| 32  | I cacciatori di teste     | gennaio               | Guido Nolitta                    | Guido Nolitta                    | Roberto Diso                                     | Gallieno Ferri |
| 33  | Morte nella foresta       | febbraio              | Guido Nolitta                    | Guido Nolitta                    | Roberto Diso                                     | Gallieno Ferri |
| 34  | Il Dio Giaguaro           | marzo                 | Guido Nolitta                    | Guido Nolitta                    | Franco Bignotti                                  | Gallieno Ferri |
| 35  | L'artiglio insanguinato   | aprile                | Guido Nolitta                    | Guido Nolitta                    | Franco Bignotti                                  | Gallieno Ferri |
| 36  | La lama di asfalto        | maggio                | Alfredo Castelli                 | Alfredo Castelli                 | Vincenzo Monti                                   | Gallieno Ferri |
| 37  | Terra crudele             | giugno                | Alfredo Castelli e Guido Nolitta | Alfredo Castelli e Guido Nolitta | Vincenzo Monti, Bruno Marraffa e Franco Bignotti | Gallieno Ferri |
| 38  | Bienvenido a Mexico!      | luglio                | Guido Nolitta                    | Guido Nolitta                    | Franco Bignotti                                  | Gallieno Ferri |
| 39  | Appuntamento in nero      | agosto                | Guido Nolitta                    | Guido Nolitta                    | Franco Bignotti                                  | Gallieno Ferri |
| 40  | Il re del ring            | settembre             | Guido Nolitta                    | Guido Nolitta                    | Franco Bignotti e Roberto Diso                   | Gallieno Ferri |
| 41  | Il mistero di Selva Preta | ottobre               | Guido Nolitta                    | Guido Nolitta                    | Roberto Diso                                     | Gallieno Ferri |
| 42  | I giorni del terrore      | novembre              | Guido Nolitta e Ennio Missaglia  | Guido Nolitta e Ennio Missaglia  | Roberto Diso e Vladimiro Missaglia               | Gallieno Ferri |
| 43  | Nella terra dei Moros     | dicembre              | Ennio Missaglia                  | Ennio Missaglia                  | Vladimiro Missaglia                              | Gallieno Ferri |

## 1979
| Nr. | Titolo                   | Mese di pubblicazione | Soggetto                           | Sceneggiatura                      | Disegni                                        | Copertina      |
| --- | ------------------------ | --------------------- | ---------------------------------- | ---------------------------------- | ---------------------------------------------- | -------------- |
| 44  | Gli implacabili          | gennaio               | Ennio Missaglia e Alfredo Castelli | Ennio Missaglia e Alfredo Castelli | Vladimiro Missaglia e Franco Bignotti          | Gallieno Ferri |
| 45  | Minaccia invisibile      | febbraio              | Ennio Missaglia e Alfredo Castelli | Ennio Missaglia e Alfredo Castelli | Franco Bignotti e Roberto Diso                 | Gallieno Ferri |
| 46  | I ribelli dell'"Escualo" | marzo                 | Ennio Missaglia                    | Ennio Missaglia                    | Roberto Diso                                   | Gallieno Ferri |
| 47  | Eldorado                 | aprile                | Alfredo Castelli                   | Alfredo Castelli                   | Vincenzo Monti                                 | Gallieno Ferri |
| 48  | La strega delle Ande     | maggio                | Alfredo Castelli                   | Alfredo Castelli                   | Vincenzo Monti e Luigi Merati                  | Gallieno Ferri |
| 49  | Trappola mortale         | giugno                | Alfredo Castelli                   | Alfredo Castelli                   | Vincenzo Monti, Luigi Merati e Franco Bignotti | Gallieno Ferri |
| 50  | Uno strano alleato       | luglio                | Alfredo Castelli                   | Alfredo Castelli                   | Franco Bignotti                                | Gallieno Ferri |
| 51  | B-24, carico di morte    | agosto                | Alfredo Castelli e Guido Nolitta   | Alfredo Castelli e Guido Nolitta   | Franco Bignotti e Roberto Diso                 | Gallieno Ferri |
| 52  | Mister No va alla guerra | settembre             | Guido Nolitta                      | Guido Nolitta                      | Roberto Diso                                   | Gallieno Ferri |
| 53  | Quel maledetto ponte     | ottobre               | Guido Nolitta e Ennio Missaglia    | Guido Nolitta e Ennio Missaglia    | Roberto Diso e Franco Bignotti                 | Gallieno Ferri |
| 54  | La crociera dell'incubo  | novembre              | Ennio Missaglia                    | Ennio Missaglia                    | Franco Bignotti                                | Gallieno Ferri |
| 55  | L'aereo scomparso        | dicembre              | Ennio Missaglia                    | Ennio Missaglia                    | Bruno Marraffa                                 | Gallieno Ferri |

## 1980
| Nr. | Titolo                 | Mese di pubblicazione | Soggetto                           | Sceneggiatura                      | Disegni                                        | Copertina      |
| --- | ---------------------- | --------------------- | ---------------------------------- | ---------------------------------- | ---------------------------------------------- | -------------- |
| 56  | Uranio!                | gennaio               | Ennio Missaglia e Alfredo Castelli | Ennio Missaglia e Alfredo Castelli | Bruno Marraffa e Franco Bignotti               | Gallieno Ferri |
| 57  | Accusa di omicidio     | febbraio              | Alfredo Castelli                   | Alfredo Castelli                   | Franco Bignotti                                | Gallieno Ferri |
| 58  | Relitti umani          | marzo                 | Alfredo Castelli                   | Alfredo Castelli                   | Franco Bignotti                                | Gallieno Ferri |
| 59  | Catturatelo vivo!      | aprile                | Alfredo Castelli                   | Alfredo Castelli                   | Franco Bignotti                                | Gallieno Ferri |
| 60  | Isola di Pasqua        | maggio                | Guido Nolitta                      | Guido Nolitta                      | Franco Bignotti                                | Gallieno Ferri |
| 61  | Il segno del potere    | giugno                | Guido Nolitta                      | Guido Nolitta                      | Franco Bignotti                                | Gallieno Ferri |
| 62  | Make-Make              | luglio                | Guido Nolitta                      | Guido Nolitta                      | Franco Bignotti                                | Gallieno Ferri |
| 63  | Yanoama!               | agosto                | Guido Nolitta                      | Guido Nolitta                      | Vincenzo Monti e Luigi Merati                  | Gallieno Ferri |
| 64  | L'ultimo paradiso      | settembre             | Guido Nolitta                      | Guido Nolitta                      | Vincenzo Monti e Luigi Merati                  | Gallieno Ferri |
| 65  | I mercenari            | ottobre               | Alfredo Castelli e Guido Nolitta   | Alfredo Castelli e Guido Nolitta   | Vincenzo Monti, Luigi Merati e Fabio Civitelli | Gallieno Ferri |
| 66  | Intrigo internazionale | novembre              | Alfredo Castelli                   | Alfredo Castelli                   | Fabio Civitelli                                | Gallieno Ferri |
| 67  | Requiem per un soldato | dicembre              | Alfredo Castelli                   | Alfredo Castelli                   | Fabio Civitelli                                | Gallieno Ferri |

## 1981
| Nr. | Titolo                  | Mese di pubblicazione | Soggetto                           | Sceneggiatura                      | Disegni                           | Copertina      |
| --- | ----------------------- | --------------------- | ---------------------------------- | ---------------------------------- | --------------------------------- | -------------- |
| 68  | Argentina!              | gennaio               | Ennio Missaglia                    | Ennio Missaglia                    | Roberto Diso                      | Gallieno Ferri |
| 69  | I cavalieri della pampa | febbraio              | Ennio Missaglia e Alfredo Castelli | Ennio Missaglia e Alfredo Castelli | Roberto Diso e Franco Bignotti    | Gallieno Ferri |
| 70  | Cinema crudele          | marzo                 | Alfredo Castelli                   | Alfredo Castelli                   | Franco Bignotti                   | Gallieno Ferri |
| 71  | Indios all'attacco      | aprile                | Alfredo Castelli                   | Alfredo Castelli                   | Franco Bignotti                   | Gallieno Ferri |
| 72  | Le notti di New York    | maggio                | Guido Nolitta                      | Guido Nolitta                      | Roberto Diso                      | Gallieno Ferri |
| 73  | Sangue sulla neve       | giugno                | Guido Nolitta                      | Guido Nolitta                      | Roberto Diso                      | Gallieno Ferri |
| 74  | Un piano diabolico      | luglio                | Guido Nolitta e Alfredo Castelli   | Guido Nolitta e Alfredo Castelli   | Roberto Diso e Angelo Maria Ricci | Gallieno Ferri |
| 75  | Xavantes!               | agosto                | Alfredo Castelli                   | Alfredo Castelli                   | Angelo Maria Ricci                | Gallieno Ferri |
| 76  | La mafia non perdona    | settembre             | Guido Nolitta e Alfredo Castelli   | Guido Nolitta e Alfredo Castelli   | Angelo Maria Ricci e Roberto Diso | Gallieno Ferri |
| 77  | Morire a Capri          | ottobre               | Guido Nolitta                      | Guido Nolitta                      | Roberto Diso                      | Gallieno Ferri |
| 78  | Paura nei Caraibi       | novembre              | Claudio Nizzi e Guido Nolitta      | Claudio Nizzi e Guido Nolitta      | Franco Bignotti e Roberto Diso    | Gallieno Ferri |
| 79  | Prigionieri sul fondo   | dicembre              | Claudio Nizzi                      | Claudio Nizzi                      | Franco Bignotti                   | Gallieno Ferri |

## 1982
| Nr. | Titolo               | Mese di pubblicazione | Soggetto                          | Sceneggiatura                     | Disegni                            | Copertina      |
| --- | -------------------- | --------------------- | --------------------------------- | --------------------------------- | ---------------------------------- | -------------- |
| 80  | Fuga impossibile     | gennaio               | Claudio Nizzi                     | Claudio Nizzi                     | Franco Bignotti e Fabio Civitelli  | Gallieno Ferri |
| 81  | Verso l'ignoto       | febbraio              | Claudio Nizzi                     | Claudio Nizzi                     | Fabio Civitelli                    | Gallieno Ferri |
| 82  | Il torrente nascosto | marzo                 | Claudio Nizzi                     | Claudio Nizzi                     | Fabio Civitelli                    | Gallieno Ferri |
| 83  | Oro!                 | aprile                | Claudio Nizzi                     | Claudio Nizzi                     | Fabio Civitelli                    | Gallieno Ferri |
| 84  | Quel volo per Rio    | maggio                | Claudio Nizzi e Alfredo Castelli  | Claudio Nizzi e Alfredo Castelli  | Fabio Civitelli e Giorgio Montorio | Gallieno Ferri |
| 85  | Nemici per la pelle  | giugno                | Alfredo Castelli                  | Alfredo Castelli                  | Giorgio Montorio                   | Gallieno Ferri |
| 86  | La Gola del Diavolo  | luglio                | Alfredo Castelli                  | Alfredo Castelli                  | Giorgio Montorio e Roberto Diso    | Gallieno Ferri |
| 87  | Gli ostaggi          | agosto                | Alfredo Castelli                  | Alfredo Castelli                  | Roberto Diso                       | Gallieno Ferri |
| 88  | La città del crimine | settembre             | Alfredo Castelli                  | Alfredo Castelli                  | Roberto Diso                       | Gallieno Ferri |
| 89  | I gangsters          | ottobre               | Alfredo Castelli                  | Alfredo Castelli                  | Roberto Diso                       | Gallieno Ferri |
| 90  | Corsa verso la morte | novembre              | Alfredo Castelli e Tiziano Sclavi | Alfredo Castelli e Tiziano Sclavi | Roberto Diso e Fabio Civitelli     | Gallieno Ferri |
| 91  | Ananga!              | dicembre              | Tiziano Sclavi                    | Tiziano Sclavi                    | Fabio Civitelli                    | Gallieno Ferri |

## 1983
| Nr. | Titolo                   | Mese di pubblicazione | Soggetto                           | Sceneggiatura                      | Disegni                          | Copertina      |
| --- | ------------------------ | --------------------- | ---------------------------------- | ---------------------------------- | -------------------------------- | -------------- |
| 92  | Lo spirito del male      | gennaio               | Tiziano Sclavi e Ennio Missaglia   | Tiziano Sclavi e Ennio Missaglia   | Fabio Civitelli                  | Gallieno Ferri |
| 93  | Inferno di ghiaccio      | febbraio              | Ennio Missaglia                    | Ennio Missaglia                    | Fabio Civitelli                  | Gallieno Ferri |
| 94  | Paura bianca             | marzo                 | Ennio Missaglia e Alfredo Castelli | Ennio Missaglia e Alfredo Castelli | Fabio Civitelli e Bruno Marraffa | Gallieno Ferri |
| 95  | La fortezza perduta      | aprile                | Alfredo Castelli                   | Alfredo Castelli                   | Bruno Marraffa                   | Gallieno Ferri |
| 96  | La torre maledetta       | maggio                | Alfredo Castelli                   | Alfredo Castelli                   | Bruno Marraffa                   | Gallieno Ferri |
| 97  | Il fantasma dell'Opera   | giugno                | Tiziano Sclavi                     | Tiziano Sclavi                     | Roberto Diso                     | Gallieno Ferri |
| 98  | Il passaggio segreto     | luglio                | Tiziano Sclavi e Alfredo Castelli  | Tiziano Sclavi e Alfredo Castelli  | Roberto Diso e Fabio Civitelli   | Gallieno Ferri |
| 99  | L'uomo che sapeva troppo | agosto                | Alfredo Castelli                   | Alfredo Castelli                   | Fabio Civitelli                  | Gallieno Ferri |
| 100 | Mister No 100            | settembre             | Tiziano Sclavi                     | Tiziano Sclavi                     | Roberto Diso                     | Gallieno Ferri |
| 101 | Le Montagne della Luna   | ottobre               | Alfredo Castelli                   | Alfredo Castelli                   | Franco Bignotti                  | Gallieno Ferri |
| 102 | I misteri di Atacama     | novembre              | Alfredo Castelli                   | Alfredo Castelli                   | Franco Bignotti                  | Gallieno Ferri |
| 103 | Commando!                | dicembre              | Alfredo Castelli                   | Alfredo Castelli                   | Franco Bignotti                  | Gallieno Ferri |

## 1984
| Nr. | Titolo                    | Mese di pubblicazione | Soggetto                            | Sceneggiatura                       | Disegni                                     | Copertina      |
| --- | ------------------------- | --------------------- | ----------------------------------- | ----------------------------------- | ------------------------------------------- | -------------- |
| 104 | La casa di Satana         | gennaio               | Alfredo Castelli e Tiziano Sclavi   | Alfredo Castelli e Tiziano Sclavi   | Bruno Marraffa e Franco Bignotti            | Gallieno Ferri |
| 105 | Ombre rosse               | febbraio              | Tiziano Sclavi                      | Tiziano Sclavi                      | Bruno Marraffa e Roberto Diso               | Gallieno Ferri |
| 106 | Il marchio dell'assassino | marzo                 | Tiziano Sclavi                      | Tiziano Sclavi                      | Roberto Diso                                | Gallieno Ferri |
| 107 | La fine della pista       | aprile                | Tiziano Sclavi                      | Tiziano Sclavi                      | Roberto Diso e Fabio Civitelli              | Gallieno Ferri |
| 108 | Alien!                    | maggio                | Tiziano Sclavi e Ennio Missaglia    | Tiziano Sclavi e Ennio Missaglia    | Fabio Civitelli e Franco Bignotti           | Gallieno Ferri |
| 109 | Il sepolcro indiano       | giugno                | Ennio Missaglia                     | Ennio Missaglia                     | Franco Bignotti                             | Gallieno Ferri |
| 110 | Il re della giungla       | luglio                | Ennio Missaglia e Guido Nolitta     | Ennio Missaglia e Guido Nolitta     | Franco Bignotti e Roberto Diso              | Gallieno Ferri |
| 111 | La legge della violenza   | agosto                | Guido Nolitta                       | Guido Nolitta                       | Roberto Diso                                | Gallieno Ferri |
| 112 | Caccia all'uomo           | settembre             | Guido Nolitta                       | Guido Nolitta                       | Roberto Diso                                | Gallieno Ferri |
| 113 | Una notte a Trinidad      | ottobre               | Guido Nolitta e Alfredo Castelli    | Guido Nolitta e Alfredo Castelli    | Roberto Diso e Virgilio Muzzi               | Gallieno Ferri |
| 114 | Allarme a bordo           | novembre              | Alfredo Castelli                    | Alfredo Castelli                    | Virgilio Muzzi                              | Gallieno Ferri |
| 115 | Il Picco delle Nebbie     | dicembre              | Alfredo Castelli e Graziano Cicogna | Alfredo Castelli e Graziano Cicogna | Virgilio Muzzi, Domenico e Stefano Di Vitto | Gallieno Ferri |

## 1985
| Nr. | Titolo                        | Mese di pubblicazione | Soggetto                            | Sceneggiatura                       | Disegni                                       | Copertina       |
| --- | ----------------------------- | --------------------- | ----------------------------------- | ----------------------------------- | --------------------------------------------- | --------------- |
| 116 | La valle dei morti            | gennaio               | Graziano Cicogna e Guido Nolitta    | Graziano Cicogna e Guido Nolitta    | Domenico e Stefano Di Vitto e Franco Bignotti | Roberto Diso    |
| 117 | Il Profeta                    | febbraio              | Guido Nolitta                       | Guido Nolitta                       | Franco Bignotti                               | Roberto Diso    |
| 118 | La tela del ragno             | marzo                 | Guido Nolitta                       | Guido Nolitta                       | Franco Bignotti                               | Roberto Diso    |
| 119 | Plotone d'esecuzione          | aprile                | Guido Nolitta e Ennio Missaglia     | Guido Nolitta e Ennio Missaglia     | Franco Bignotti e Bruno Marraffa              | Franco Bignotti |
| 120 | Missione uragano              | maggio                | Ennio Missaglia                     | Ennio Missaglia                     | Bruno Marraffa                                | Roberto Diso    |
| 121 | Nell'occhio del ciclone       | giugno                | Ennio Missaglia e Guido Nolitta     | Ennio Missaglia e Guido Nolitta     | Bruno Marraffa e Roberto Diso                 | Roberto Diso    |
| 122 | Il dio vendicatore            | luglio                | Guido Nolitta                       | Guido Nolitta                       | Roberto Diso                                  | Roberto Diso    |
| 123 | Maschera tragica              | agosto                | Guido Nolitta e Alfredo Castelli    | Guido Nolitta e Alfredo Castelli    | Roberto Diso e Domenico e Stefano Di Vitto    | Roberto Diso    |
| 124 | Il segreto del diario         | settembre             | Alfredo Castelli                    | Alfredo Castelli                    | Domenico e Stefano Di Vitto                   | Roberto Diso    |
| 125 | Il villaggio dei dannati      | ottobre               | Alfredo Castelli e Graziano Cicogna | Alfredo Castelli e Graziano Cicogna | Domenico e Stefano Di Vitto e Marco Bianchini | Roberto Diso    |
| 126 | I delitti del Mar della Sonda | novembre              | Graziano Cicogna                    | Graziano Cicogna                    | Marco Bianchini                               | Roberto Diso    |
| 127 | I draghi di Komodo            | dicembre              | Graziano Cicogna                    | Graziano Cicogna                    | Marco Bianchini                               | Roberto Diso    |

## 1986
| Nr. | Titolo                 | Mese di pubblicazione | Soggetto                                     | Sceneggiatura                                | Disegni                                       | Copertina    |
| --- | ---------------------- | --------------------- | -------------------------------------------- | -------------------------------------------- | --------------------------------------------- | ------------ |
| 128 | Serra dos Cobras       | gennaio               | Graziano Cicogna, Ade Capone e Guido Nolitta | Graziano Cicogna, Ade Capone e Guido Nolitta | Marco Bianchini, Domenico e Stefano Di Vitto  | Roberto Diso |
| 129 | Guerrieri senza tempo  | febbraio              | Ade Capone e Guido Nolitta                   | Ade Capone e Guido Nolitta                   | Domenico e Stefano Di Vitto                   | Roberto Diso |
| 130 | L'ultimo samurai       | marzo                 | Ade Capone e Guido Nolitta                   | Ade Capone e Guido Nolitta                   | Domenico e Stefano Di Vitto                   | Roberto Diso |
| 131 | Attacco suicida        | aprile                | Guido Nolitta                                | Guido Nolitta                                | Roberto Diso                                  | Roberto Diso |
| 132 | Il demone etrusco      | maggio                | Guido Nolitta                                | Guido Nolitta                                | Roberto Diso                                  | Roberto Diso |
| 133 | Il bosco sacro         | giugno                | Guido Nolitta e Alberto Ongaro               | Guido Nolitta e Alberto Ongaro               | Roberto Diso e Franco Bignotti                | Roberto Diso |
| 134 | Il fuggiasco           | luglio                | Alberto Ongaro                               | Alberto Ongaro                               | Franco Bignotti                               | Roberto Diso |
| 135 | Giuramento di sangue   | agosto                | Alberto Ongaro                               | Alberto Ongaro                               | Franco Bignotti                               | Roberto Diso |
| 136 | Il volto del nemico    | settembre             | Alberto Ongaro e Alfredo Castelli            | Alberto Ongaro e Alfredo Castelli            | Franco Bignotti e Roberto Taito               | Roberto Diso |
| 137 | La miniera della paura | ottobre               | Alfredo Castelli                             | Alfredo Castelli                             | Roberto Taito                                 | Roberto Diso |
| 138 | A sangue freddo        | novembre              | Alfredo Castelli e Tiziano Sclavi            | Alfredo Castelli e Tiziano Sclavi            | Roberto Taito e Franco Bignotti               | Roberto Diso |
| 139 | L'orrenda invenzione   | dicembre              | Tiziano Sclavi e Guido Nolitta               | Tiziano Sclavi e Guido Nolitta               | Franco Bignotti e Domenico e Stefano Di Vitto | Roberto Diso |

## 1987
| Nr. | Titolo                      | Mese di pubblicazione | Soggetto                       | Sceneggiatura                  | Disegni                                    | Copertina    |
| --- | --------------------------- | --------------------- | ------------------------------ | ------------------------------ | ------------------------------------------ | ------------ |
| 140 | Gli spietati                | gennaio               | Guido Nolitta                  | Guido Nolitta                  | Domenico e Stefano Di Vitto                | Roberto Diso |
| 141 | Surat Khan                  | febbraio              | Guido Nolitta                  | Guido Nolitta                  | Domenico e Stefano Di Vitto                | Roberto Diso |
| 142 | La Casa dei Sogni Colorati  | marzo                 | Guido Nolitta                  | Guido Nolitta                  | Domenico e Stefano Di Vitto                | Roberto Diso |
| 143 | La spedizione scomparsa     | aprile                | Luigi Grecchi                  | Luigi Grecchi                  | Roberto Diso e Domenico e Stefano Di Vitto | Roberto Diso |
| 144 | La foresta dei mutanti      | maggio                | Luigi Grecchi                  | Luigi Grecchi                  | Roberto Diso                               | Roberto Diso |
| 145 | Vento di guerra             | giugno                | Luigi Grecchi e Luigi Mignacco | Luigi Grecchi e Luigi Mignacco | Franco Bignotti                            | Roberto Diso |
| 146 | Le Tigri Volanti            | luglio                | Luigi Mignacco                 | Luigi Mignacco                 | Franco Bignotti                            | Roberto Diso |
| 147 | Cielo giallo                | agosto                | Luigi Mignacco                 | Luigi Mignacco                 | Franco Bignotti                            | Roberto Diso |
| 148 | Il mio nome è Mister No     | settembre             | Luigi Mignacco e Guido Nolitta | Luigi Mignacco e Guido Nolitta | Franco Bignotti                            | Roberto Diso |
| 149 | La notte dei machetes       | ottobre               | Guido Nolitta                  | Guido Nolitta                  | Franco Bignotti                            | Roberto Diso |
| 150 | Agguato nella città sepolta | novembre              | Guido Nolitta                  | Guido Nolitta                  | Franco Bignotti                            | Roberto Diso |
| 151 | Il giustiziere di Bonampak  | dicembre              | Guido Nolitta                  | Guido Nolitta                  | Franco Bignotti                            | Roberto Diso |

## 1988
| Nr. | Titolo                    | Mese di pubblicazione | Soggetto                       | Sceneggiatura                  | Disegni                                       | Copertina    |
| --- | ------------------------- | --------------------- | ------------------------------ | ------------------------------ | --------------------------------------------- | ------------ |
| 152 | La donna del mistero      | gennaio               | Guido Nolitta e Alberto Ongaro | Guido Nolitta e Alberto Ongaro | Franco Bignotti e Roberto Diso                | Roberto Diso |
| 153 | Il tesoro scomparso       | febbraio              | Alberto Ongaro                 | Alberto Ongaro                 | Roberto Diso                                  | Roberto Diso |
| 154 | L'assassino nell'ombra    | marzo                 | Alberto Ongaro                 | Alberto Ongaro                 | Roberto Diso                                  | Roberto Diso |
| 155 | Sfida al Pantanal         | aprile                | Guido Nolitta                  | Guido Nolitta                  | Domenico e Stefano Di Vitto                   | Roberto Diso |
| 156 | Zagaieiro!                | maggio                | Guido Nolitta                  | Guido Nolitta                  | Domenico e Stefano Di Vitto                   | Roberto Diso |
| 157 | Un mondo violento         | giugno                | Guido Nolitta                  | Guido Nolitta                  | Domenico e Stefano Di Vitto                   | Roberto Diso |
| 158 | Lo spettro del Rio Cuiabà | luglio                | Guido Nolitta                  | Guido Nolitta                  | Domenico e Stefano Di Vitto                   | Roberto Diso |
| 159 | Viaggio all'inferno       | agosto                | Guido Nolitta e Tiziano Sclavi | Guido Nolitta e Tiziano Sclavi | Marco Bianchini e Domenico e Stefano Di Vitto | Roberto Diso |
| 160 | L'oro del fiume           | settembre             | Tiziano Sclavi                 | Tiziano Sclavi                 | Marco Bianchini                               | Roberto Diso |
| 161 | Il nemico senza nome      | ottobre               | Tiziano Sclavi                 | Tiziano Sclavi                 | Marco Bianchini                               | Roberto Diso |
| 162 | Veracruz!                 | novembre              | Alberto Ongaro                 | Alberto Ongaro                 | Raffaele Della Monica                         | Roberto Diso |
| 163 | Il pozzo dei sacrifici    | dicembre              | Alberto Ongaro                 | Alberto Ongaro                 | Raffaele Della Monica                         | Roberto Diso |

## 1989
| Nr. | Titolo                  | Mese di pubblicazione | Soggetto                                       | Sceneggiatura                                  | Disegni                                       | Copertina    |
| --- | ----------------------- | --------------------- | ---------------------------------------------- | ---------------------------------------------- | --------------------------------------------- | ------------ |
| 164 | Il mistero della mappa  | gennaio               | Alberto Ongaro                                 | Alberto Ongaro                                 | Raffaele Della Monica                         | Roberto Diso |
| 165 | Il clandestino          | febbraio              | Alberto Ongaro                                 | Alberto Ongaro                                 | Corrado Roi e Raffaele Della Monica           | Roberto Diso |
| 166 | Il momento della verità | marzo                 | Alberto Ongaro                                 | Alberto Ongaro                                 | Corrado Roi e Raffaele Della Monica           | Roberto Diso |
| 167 | Africa!                 | aprile                | Guido Nolitta e Luigi Mignacco                 | Guido Nolitta e Luigi Mignacco                 | Luca Dell'Uomo                                | Roberto Diso |
| 168 | Safari                  | maggio                | Luigi Mignacco                                 | Luigi Mignacco                                 | Luca Dell'Uomo                                | Roberto Diso |
| 169 | Le maschere sacre       | giugno                | Guido Nolitta, Luigi Mignacco e Alberto Ongaro | Guido Nolitta, Luigi Mignacco e Alberto Ongaro | Luca Dell'Uomo e Marco Bianchini              | Roberto Diso |
| 170 | Gli Uomini Leopardo     | luglio                | Alberto Ongaro                                 | Alberto Ongaro                                 | Marco Bianchini                               | Roberto Diso |
| 171 | Sortilegio africano     | agosto                | Alberto Ongaro                                 | Alberto Ongaro                                 | Marco Bianchini                               | Roberto Diso |
| 172 | Nel regno dei Fang      | settembre             | Alberto Ongaro                                 | Alberto Ongaro                                 | Marco Bianchini                               | Roberto Diso |
| 173 | Il cacciatore           | ottobre               | Alberto Ongaro                                 | Alberto Ongaro                                 | Marco Bianchini e Franco Bignotti             | Roberto Diso |
| 174 | Il trono d'oro          | novembre              | Alberto Ongaro                                 | Alberto Ongaro                                 | Franco Bignotti                               | Roberto Diso |
| 175 | I pirati della Guinea   | dicembre              | Alberto Ongaro                                 | Alberto Ongaro                                 | Domenico e Stefano Di Vitto e Franco Bignotti | Roberto Diso |

## 1990
| Nr. | Titolo                    | Mese di pubblicazione | Soggetto                         | Sceneggiatura                    | Disegni                                       | Copertina    |
| --- | ------------------------- | --------------------- | -------------------------------- | -------------------------------- | --------------------------------------------- | ------------ |
| 176 | Kalahari!                 | gennaio               | Alberto Ongaro                   | Alberto Ongaro                   | Domenico e Stefano Di Vitto                   | Roberto Diso |
| 177 | Nairobi autostop          | febbraio              | Alberto Ongaro e Guido Nolitta   | Alberto Ongaro e Guido Nolitta   | Domenico e Stefano Di Vitto e Roberto Diso    | Roberto Diso |
| 178 | I razziatori della savana | marzo                 | Guido Nolitta e Luigi Mignacco   | Guido Nolitta e Luigi Mignacco   | Roberto Diso                                  | Roberto Diso |
| 179 | La rivolta dei Masai      | aprile                | Luigi Mignacco                   | Luigi Mignacco                   | Roberto Diso                                  | Roberto Diso |
| 180 | L'ultima pallottola       | maggio                | Guido Nolitta e Luigi Mignacco   | Guido Nolitta e Luigi Mignacco   | Domenico e Stefano Di Vitto e Roberto Diso    | Roberto Diso |
| 181 | Mau-Mau                   | giugno                | Guido Nolitta                    | Guido Nolitta                    | Franco Bignotti e Domenico e Stefano Di Vitto | Roberto Diso |
| 182 | Tempesta sul Kenya        | luglio                | Guido Nolitta                    | Guido Nolitta                    | Franco Bignotti e Domenico e Stefano Di Vitto | Roberto Diso |
| 183 | Lo stregone Kikuyu        | agosto                | Guido Nolitta                    | Guido Nolitta                    | Franco Bignotti e Domenico e Stefano Di Vitto | Roberto Diso |
| 184 | Furore!                   | settembre             | Guido Nolitta e Alfredo Castelli | Guido Nolitta e Alfredo Castelli | Franco Bignotti e Domenico e Stefano Di Vitto | Roberto Diso |
| 185 | La diga nel deserto       | ottobre               | Alfredo Castelli                 | Alfredo Castelli                 | Franco Bignotti                               | Roberto Diso |
| 186 | Il faraone dimenticato    | novembre              | Alfredo Castelli                 | Alfredo Castelli                 | Franco Bignotti                               | Roberto Diso |
| 187 | Labirinto infernale       | dicembre              | Alfredo Castelli                 | Alfredo Castelli                 | Franco Bignotti                               | Roberto Diso |

## 1991
| Nr. | Titolo                 | Mese di pubblicazione | Soggetto                       | Sceneggiatura                  | Disegni                                       | Copertina    |
| --- | ---------------------- | --------------------- | ------------------------------ | ------------------------------ | --------------------------------------------- | ------------ |
| 188 | Sulle piste del Sahara | gennaio               | Guido Nolitta                  | Guido Nolitta                  | Roberto Diso                                  | Roberto Diso |
| 189 | Tuareg!                | febbraio              | Guido Nolitta                  | Guido Nolitta                  | Roberto Diso                                  | Roberto Diso |
| 190 | Dune insanguinate      | marzo                 | Guido Nolitta                  | Guido Nolitta                  | Roberto Diso                                  | Roberto Diso |
| 191 | I legionari            | aprile                | Guido Nolitta                  | Guido Nolitta                  | Franco Bignotti                               | Roberto Diso |
| 192 | Il ritorno degli Dei   | maggio                | Guido Nolitta                  | Guido Nolitta                  | Franco Bignotti                               | Roberto Diso |
| 193 | Attentato al forte     | giugno                | Guido Nolitta e Luigi Mignacco | Guido Nolitta e Luigi Mignacco | Franco Bignotti e Marco Bianchini             | Roberto Diso |
| 194 | Arriva Esse-Esse       | luglio                | Luigi Mignacco                 | Luigi Mignacco                 | Marco Bianchini                               | Roberto Diso |
| 195 | Due contro tutti       | agosto                | Luigi Mignacco                 | Luigi Mignacco                 | Marco Bianchini                               | Roberto Diso |
| 196 | Africa addio!          | settembre             | Guido Nolitta e Luigi Mignacco | Guido Nolitta e Luigi Mignacco | Marco Bianchini e Domenico e Stefano Di Vitto | Roberto Diso |
| 197 | Musica, maestro!       | ottobre               | Guido Nolitta                  | Guido Nolitta                  | Domenico e Stefano Di Vitto                   | Roberto Diso |
| 198 | Belve umane            | novembre              | Guido Nolitta e Luigi Mignacco | Guido Nolitta e Luigi Mignacco | Domenico e Stefano Di Vitto e Roberto Diso    | Roberto Diso |
| 199 | A volo radente         | dicembre              | Luigi Mignacco                 | Luigi Mignacco                 | Roberto Diso                                  | Roberto Diso |

## 1992
| Nr. | Titolo                     | Mese di pubblicazione | Soggetto       | Sceneggiatura  | Disegni                                       | Copertina    |
| --- | -------------------------- | --------------------- | -------------- | -------------- | --------------------------------------------- | ------------ |
| 200 | Mister No 200              | gennaio               | Guido Nolitta  | Guido Nolitta  | Marco Bianchini                               | Roberto Diso |
| 201 | Il complotto               | febbraio              | Luigi Mignacco | Luigi Mignacco | Domenico e Stefano Di Vitto                   | Roberto Diso |
| 202 | L'arma finale              | marzo                 | Luigi Mignacco | Luigi Mignacco | Domenico e Stefano Di Vitto                   | Roberto Diso |
| 203 | Segni diabolici            | aprile                | Luigi Mignacco | Luigi Mignacco | Domenico e Stefano Di Vitto e Franco Bignotti | Roberto Diso |
| 204 | Il Signore delle Tenebre   | maggio                | Luigi Mignacco | Luigi Mignacco | Franco Bignotti                               | Roberto Diso |
| 205 | Il sentiero della vendetta | giugno                | Luigi Mignacco | Luigi Mignacco | Domenico e Stefano Di Vitto                   | Roberto Diso |
| 206 | Guerriero rosso            | luglio                | Luigi Mignacco | Luigi Mignacco | Domenico e Stefano Di Vitto                   | Roberto Diso |
| 207 | Senza pietà                | agosto                | Luigi Mignacco | Luigi Mignacco | Domenico e Stefano Di Vitto e Marco Bianchini | Roberto Diso |
| 208 | Sentenze di morte          | settembre             | Luigi Mignacco | Luigi Mignacco | Marco Bianchini                               | Roberto Diso |
| 209 | Il naufrago della giungla  | ottobre               | Luigi Mignacco | Luigi Mignacco | Domenico e Stefano Di Vitto                   | Roberto Diso |
| 210 | I sopravvissuti            | novembre              | Luigi Mignacco | Luigi Mignacco | Domenico e Stefano Di Vitto e Gino Pallotti   | Roberto Diso |
| 211 | La prigione di ghiaccio    | dicembre              | Luigi Mignacco | Luigi Mignacco | Gino Pallotti                                 | Roberto Diso |

## 1993
| Nr. | Titolo                       | Mese di pubblicazione | Soggetto                          | Sceneggiatura                     | Disegni                                            | Copertina    |
| --- | ---------------------------- | --------------------- | --------------------------------- | --------------------------------- | -------------------------------------------------- | ------------ |
| 212 | Il ritorno delle "Tigri"     | gennaio               | Luigi Mignacco                    | Luigi Mignacco                    | Fabrizio Busticchi e Luana Paesani                 | Roberto Diso |
| 213 | Il "Triangolo d'oro"         | febbraio              | Luigi Mignacco                    | Luigi Mignacco                    | Fabrizio Busticchi e Luana Paesani                 | Roberto Diso |
| 214 | La leggenda di Butch Cassidy | marzo                 | Luigi Mignacco                    | Luigi Mignacco                    | Roberto Diso                                       | Roberto Diso |
| 215 | Patagonia!                   | aprile                | Luigi Mignacco                    | Luigi Mignacco                    | Roberto Diso                                       | Roberto Diso |
| 216 | Il Colombiano                | maggio                | Roberto Dal Prà                   | Roberto Dal Prà                   | Luca Dell'Uomo                                     | Roberto Diso |
| 217 | Due nel mirino               | giugno                | Luigi Mignacco                    | Luigi Mignacco                    | Domenico e Stefano Di Vitto                        | Roberto Diso |
| 218 | Gli adoratori del male       | luglio                | Maurizio Colombo e Luigi Mignacco | Maurizio Colombo e Luigi Mignacco | Marco Bianchini                                    | Roberto Diso |
| 219 | Baron Samedi                 | agosto                | Maurizio Colombo e Luigi Mignacco | Maurizio Colombo e Luigi Mignacco | Marco Bianchini, Rossano Rossi e Fabio Valdambrini | Roberto Diso |
| 220 | "Casablanca Cafè"            | settembre             | Luigi Mignacco                    | Luigi Mignacco                    | Fabio Valdambrini e Roberto Diso                   | Roberto Diso |
| 221 | Abissi                       | ottobre               | Luigi Mignacco                    | Luigi Mignacco                    | Roberto Diso                                       | Roberto Diso |
| 222 | La laguna avvelenata         | novembre              | Ennio Missaglia e Luigi Mignacco  | Ennio Missaglia e Luigi Mignacco  | Fabrizio Busticchi e Luana Paesani                 | Roberto Diso |
| 223 | Il campione                  | dicembre              | Luigi Mignacco                    | Luigi Mignacco                    | Gino Pallotti, Fabrizio Busticchi e Luana Paesani  | Roberto Diso |

## 1994
| Nr. | Titolo                   | Mese di pubblicazione | Soggetto                                         | Sceneggiatura                                    | Disegni                                               | Copertina    |
| --- | ------------------------ | --------------------- | ------------------------------------------------ | ------------------------------------------------ | ----------------------------------------------------- | ------------ |
| 224 | I Ricattatori            | gennaio               | Luigi Mignacco                                   | Luigi Mignacco                                   | Gino Pallotti                                         | Roberto Diso |
| 225 | Prigioniero di guerra    | febbraio              | Luigi Mignacco                                   | Luigi Mignacco                                   | Domenico e Stefano Di Vitto                           | Roberto Diso |
| 226 | Eroi senza gloria        | marzo                 | Luigi Mignacco                                   | Luigi Mignacco                                   | Domenico e Stefano Di Vitto                           | Roberto Diso |
| 227 | I temerari               | aprile                | Maurizio Colombo e Luigi Mignacco                | Maurizio Colombo e Luigi Mignacco                | Marco Bianchini e Rossano Rossi                       | Roberto Diso |
| 228 | Il Matador               | maggio                | Maurizio Colombo, Guido Nolitta e Luigi Mignacco | Maurizio Colombo, Guido Nolitta e Luigi Mignacco | Marco Bianchini, Rossano Rossi e Roberto Diso         | Roberto Diso |
| 229 | Fiesta di morte          | giugno                | Luigi Mignacco                                   | Luigi Mignacco                                   | Roberto Diso                                          | Roberto Diso |
| 230 | Ore disperate            | luglio                | Luigi Mignacco e Maurizio Colombo                | Luigi Mignacco e Maurizio Colombo                | Roberto Diso e Fabio Valdambrini                      | Roberto Diso |
| 231 | Ninja!                   | agosto                | Maurizio Colombo                                 | Maurizio Colombo                                 | Fabio Valdambrini                                     | Roberto Diso |
| 232 | L'uomo senza passato     | settembre             | Maurizio Colombo e Alberto Ongaro                | Maurizio Colombo e Alberto Ongaro                | Fabio Valdambrini, Fabrizio Busticchi e Luana Paesani | Roberto Diso |
| 233 | Indagine ad alto rischio | ottobre               | Alberto Ongaro                                   | Alberto Ongaro                                   | Fabrizio Busticchi e Luana Paesani                    | Roberto Diso |
| 234 | Mosaico criminale        | novembre              | Alberto Ongaro                                   | Alberto Ongaro                                   | Fabrizio Busticchi e Luana Paesani                    | Roberto Diso |
| 235 | Fuoco incrociato         | dicembre              | Marco Del Freo                                   | Marco Del Freo                                   | Oliviero Gramaccioni                                  | Roberto Diso |

## 1995
| Nr. | Titolo                     | Mese di pubblicazione | Soggetto                                          | Sceneggiatura                                     | Disegni                                         | Copertina    |
| --- | -------------------------- | --------------------- | ------------------------------------------------- | ------------------------------------------------- | ----------------------------------------------- | ------------ |
| 236 | La città dimenticata       | gennaio               | Luca Trugenberger                                 | Luca Trugenberger                                 | Domenico e Stefano Di Vitto                     | Roberto Diso |
| 237 | Trappola di pietra         | febbraio              | Luca Trugenberger                                 | Luca Trugenberger                                 | Domenico e Stefano Di Vitto                     | Roberto Diso |
| 238 | Progetto Pegasus           | marzo                 | Marco Del Freo                                    | Marco Del Freo                                    | Marco Bianchini                                 | Roberto Diso |
| 239 | Razza selvaggia            | aprile                | Marco Del Freo, Luigi Mignacco e Maurizio Colombo | Marco Del Freo, Luigi Mignacco e Maurizio Colombo | Marco Bianchini, Rossano Rossi e Orestes Suarez | Roberto Diso |
| 240 | Il giorno degli avvoltoi   | maggio                | Luigi Mignacco e Maurizio Colombo                 | Luigi Mignacco e Maurizio Colombo                 | Orestes Suarez                                  | Roberto Diso |
| 241 | Vento rosso                | giugno                | Luigi Mignacco                                    | Luigi Mignacco                                    | Roberto Diso                                    | Roberto Diso |
| 242 | Squali                     | luglio                | Marco Del Freo                                    | Marco Del Freo                                    | Domenico e Stefano Di Vitto                     | Roberto Diso |
| 243 | Il sangue degli eroi       | agosto                | Marco Del Freo                                    | Marco Del Freo                                    | Domenico e Stefano Di Vitto                     | Roberto Diso |
| 244 | L'isola dei giorni perduti | settembre             | Luigi Mignacco                                    | Luigi Mignacco                                    | Fabio Valdambrini e Marco Bianchini             | Roberto Diso |
| 245 | Giochi pericolosi          | ottobre               | Marco Del Freo                                    | Marco Del Freo                                    | Orestes Suarez                                  | Roberto Diso |
| 246 | Fuga dall'inferno          | novembre              | Luigi Mignacco                                    | Luigi Mignacco                                    | Alessandro Bignamini                            | Roberto Diso |
| 247 | Il segreto della cripta    | dicembre              | Stefano Marzorati                                 | Stefano Marzorati                                 | Domenico e Stefano Di Vitto                     | Roberto Diso |

## 1996
| Nr. | Titolo                    | Mese di pubblicazione | Soggetto                           | Sceneggiatura                      | Disegni                                  | Copertina    |
| --- | ------------------------- | --------------------- | ---------------------------------- | ---------------------------------- | ---------------------------------------- | ------------ |
| 248 | Uno straniero a Redención | gennaio               | Luigi Mignacco e Maurizio Colombo  | Luigi Mignacco e Maurizio Colombo  | Fabio Valdambrini                        | Roberto Diso |
| 249 | Terra senza legge         | febbraio              | Maurizio Colombo                   | Maurizio Colombo                   | Roberto Diso                             | Roberto Diso |
| 250 | Frontiera                 | marzo                 | Michele Masiero e Maurizio Colombo | Michele Masiero e Maurizio Colombo | Giovanni Bruzzo                          | Roberto Diso |
| 251 | Il mostro della palude    | aprile                | Luigi Mignacco e Maurizio Colombo  | Luigi Mignacco e Maurizio Colombo  | Orestes Suarez                           | Roberto Diso |
| 252 | Uragano di fuoco          | maggio                | Luigi Mignacco e Stefano Marzorati | Luigi Mignacco e Stefano Marzorati | Domenico e Stefano Di Vitto              | Roberto Diso |
| 253 | Un giorno da cani         | giugno                | Luca Trugenberger e Luigi Mignacco | Luca Trugenberger e Luigi Mignacco | Marco Bianchini e Giuseppe Di Bernardo   | Roberto Diso |
| 254 | Dark City                 | luglio                | Luigi Mignacco                     | Luigi Mignacco                     | Giuseppe Viglioglia                      | Roberto Diso |
| 255 | Il seme dell'odio         | agosto                | Stefano Marzorati                  | Stefano Marzorati                  | Domenico e Stefano Di Vitto              | Roberto Diso |
| 256 | La condanna               | settembre             | Stefano Marzorati                  | Stefano Marzorati                  | Domenico e Stefano Di Vitto              | Roberto Diso |
| 257 | Dietro la maschera        | ottobre               | Marco Del Freo e Luigi Mignacco    | Marco Del Freo e Luigi Mignacco    | Paolo Bisi e Domenico e Stefano Di Vitto | Roberto Diso |
| 258 | Ritorno a New York        | novembre              | Luigi Mignacco                     | Luigi Mignacco                     | Roberto Diso                             | Roberto Diso |
| 259 | L'ombra del Nemico        | dicembre              | Luigi Mignacco                     | Luigi Mignacco                     | Roberto Diso                             | Roberto Diso |

## 1997
| Nr. | Titolo                | Mese di pubblicazione | Soggetto                            | Sceneggiatura                       | Disegni                            | Copertina    |
| --- | --------------------- | --------------------- | ----------------------------------- | ----------------------------------- | ---------------------------------- | ------------ |
| 260 | Uccidete Esse-Esse!   | gennaio               | Luigi Mignacco                      | Luigi Mignacco                      | Domenico e Stefano Di Vitto        | Roberto Diso |
| 261 | Notte di morte        | febbraio              | Stefano Marzorati                   | Stefano Marzorati                   | Orestes Suarez                     | Roberto Diso |
| 262 | Il volo dell'aquila   | marzo                 | Stefano Marzorati                   | Stefano Marzorati                   | Orestes Suarez                     | Roberto Diso |
| 263 | Detective story       | aprile                | Maurizio Colombo                    | Maurizio Colombo                    | Alessandro Bignamini               | Roberto Diso |
| 264 | Il vendicatore        | maggio                | Luigi Mignacco                      | Luigi Mignacco                      | Michele Pepe                       | Roberto Diso |
| 265 | L'inganno             | giugno                | Luigi Mignacco                      | Luigi Mignacco                      | Marco Bianchini                    | Roberto Diso |
| 266 | New York City Blues   | luglio                | Stefano Marzorati                   | Stefano Marzorati                   | Giovanni Bruzzo                    | Roberto Diso |
| 267 | Vite perdute          | agosto                | Stefano Marzorati                   | Stefano Marzorati                   | Fabrizio Busticchi e Luana Paesani | Roberto Diso |
| 268 | Gang                  | settembre             | Michele Masiero                     | Michele Masiero                     | Fabio Valdambrini                  | Roberto Diso |
| 269 | Agli ordini della CIA | ottobre               | Stefano Marzorati                   | Stefano Marzorati                   | Orestes Suarez                     | Roberto Diso |
| 270 | Strade di fuoco       | novembre              | Stefano Marzorati                   | Stefano Marzorati                   | Fabio Valdambrini                  | Roberto Diso |
| 271 | Scacco al re          | dicembre              | Michele Masiero e Stefano Marzorati | Michele Masiero e Stefano Marzorati | Roberto Diso                       | Roberto Diso |

## 1998
| Nr. | Titolo                 | Mese di pubblicazione | Soggetto                          | Sceneggiatura                     | Disegni                                        | Copertina    |
| --- | ---------------------- | --------------------- | --------------------------------- | --------------------------------- | ---------------------------------------------- | ------------ |
| 272 | Nel centro del mirino  | gennaio               | Orestes Suarez                    | Orestes Suarez                    | Michele Masiero e Stefano Marzorati            | Roberto Diso |
| 273 | Manaus!                | febbraio              | Michele Masiero e Luigi Mignacco  | Michele Masiero e Luigi Mignacco  | Fabio Valdambrini, Domenico e Stefano Di Vitto | Roberto Diso |
| 274 | Intrighi e veleni      | marzo                 | Luigi Mignacco                    | Luigi Mignacco                    | Domenico e Stefano Di Vitto                    | Roberto Diso |
| 275 | Acque pericolose       | aprile                | Luigi Mignacco e Maurizio Colombo | Luigi Mignacco e Maurizio Colombo | Oliviero Gramaccioni                           | Roberto Diso |
| 276 | L'ora della violenza   | maggio                | Luigi Mignacco e Maurizio Colombo | Luigi Mignacco e Maurizio Colombo | Oliviero Gramaccioni                           | Roberto Diso |
| 277 | Uomini senza speranza  | giugno                | Stefano Marzorati                 | Stefano Marzorati                 | Renato Polese                                  | Roberto Diso |
| 278 | Missione suicida       | luglio                | Stefano Marzorati                 | Stefano Marzorati                 | Renato Polese                                  | Roberto Diso |
| 279 | La foresta dei misteri | agosto                | Luigi Mignacco                    | Luigi Mignacco                    | Fabrizio Busticchi e Luana Paesani             | Roberto Diso |
| 280 | L'indio bianco         | settembre             | Michele Masiero e Luigi Mignacco  | Michele Masiero e Luigi Mignacco  | Roberto Diso                                   | Roberto Diso |
| 281 | Sangue di guerriero    | ottobre               | Michele Masiero e Luigi Mignacco  | Michele Masiero e Luigi Mignacco  | Roberto Diso                                   | Roberto Diso |
| 282 | Il potere della mente  | novembre              | Stefano Marzorati                 | Stefano Marzorati                 | Domenico e Stefano Di Vitto                    | Roberto Diso |
| 283 | La stirpe dei dannati  | dicembre              | Stefano Marzorati                 | Stefano Marzorati                 | Domenico e Stefano Di Vitto                    | Roberto Diso |

## 1999
| Nr. | Titolo                    | Mese di pubblicazione | Soggetto                         | Sceneggiatura                    | Disegni                                                          | Copertina    |
| --- | ------------------------- | --------------------- | -------------------------------- | -------------------------------- | ---------------------------------------------------------------- | ------------ |
| 284 | Tempesta sul Rio Amazonas | gennaio               | Luigi Mignacco                   | Luigi Mignacco                   | Fabrizio Busticchi e Luana Paesani                               | Roberto Diso |
| 285 | Senza via di scampo       | febbraio              | Luigi Mignacco                   | Luigi Mignacco                   | Fabrizio Busticchi e Luana Paesani                               | Roberto Diso |
| 286 | Le notti di Bahia         | marzo                 | Luigi Mignacco                   | Luigi Mignacco                   | Orestes Suarez                                                   | Roberto Diso |
| 287 | I ribelli del Sertão      | aprile                | Luigi Mignacco                   | Luigi Mignacco                   | Orestes Suarez                                                   | Roberto Diso |
| 288 | Il villaggio nascosto     | maggio                | Luigi Mignacco                   | Luigi Mignacco                   | Oliviero Gramaccioni                                             | Roberto Diso |
| 289 | Cuore selvaggio           | giugno                | Luigi Mignacco                   | Luigi Mignacco                   | Oliviero Gramaccioni                                             | Roberto Diso |
| 290 | Tragica rapina            | luglio                | Stefano Marzorati                | Stefano Marzorati                | Domenico e Stefano Di Vitto                                      | Roberto Diso |
| 291 | Nelle mani dei banditi    | agosto                | Stefano Marzorati                | Stefano Marzorati                | Domenico e Stefano Di Vitto                                      | Roberto Diso |
| 292 | Vent'anni dopo            | settembre             | Luigi Mignacco e Michele Masiero | Luigi Mignacco e Michele Masiero | Roberto Diso e Orestes Suarez                                    | Roberto Diso |
| 293 | Terra e libertà           | ottobre               | Luigi Mignacco                   | Luigi Mignacco                   | Orestes Suarez, Roberto Diso, Fabrizio Busticchi e Luana Paesani | Roberto Diso |
| 294 | Il traditore              | novembre              | Luigi Mignacco                   | Luigi Mignacco                   | Roberto Diso                                                     | Roberto Diso |
| 295 | L'ultima frontiera        | dicembre              | Michele Masiero                  | Michele Masiero                  | Domenico e Stefano Di Vitto                                      | Roberto Diso |

## 2000
| Nr. | Titolo                        | Mese di pubblicazione | Soggetto                         | Sceneggiatura                    | Disegni                            | Copertina    |
| --- | ----------------------------- | --------------------- | -------------------------------- | -------------------------------- | ---------------------------------- | ------------ |
| 296 | I cacciatori e la preda       | gennaio               | Michele Masiero                  | Michele Masiero                  | Marco Bianchini e Marco Santucci   | Roberto Diso |
| 297 | Orrore nella giungla          | febbraio              | Michele Masiero                  | Michele Masiero                  | Marco Bianchini e Marco Santucci   | Roberto Diso |
| 298 | Serial killer                 | marzo                 | Maurizio Colombo                 | Maurizio Colombo                 | Giovanni Bruzzo                    | Roberto Diso |
| 299 | La rivolta                    | aprile                | Stefano Marzorati                | Stefano Marzorati                | Domenico e Stefano Di Vitto        | Roberto Diso |
| 300 | Mister No 300                 | maggio                | Luigi Mignacco                   | Luigi Mignacco                   | Roberto Diso                       | Roberto Diso |
| 301 | Guadalcanal!                  | giugno                | Luigi Mignacco                   | Luigi Mignacco                   | Fabrizio Busticchi e Luana Paesani | Roberto Diso |
| 302 | Una stagione all'inferno      | luglio                | Luigi Mignacco                   | Luigi Mignacco                   | Fabrizio Busticchi e Luana Paesani | Roberto Diso |
| 303 | Sulle tracce di mister Kaplan | agosto                | Luigi Mignacco                   | Luigi Mignacco                   | Fabrizio Busticchi e Luana Paesani | Roberto Diso |
| 304 | Occhi nelle tenebre           | settembre             | Luigi Mignacco                   | Luigi Mignacco                   | Oliviero Gramaccioni               | Roberto Diso |
| 305 | Sull'orlo dell'abisso         | ottobre               | Michele Masiero e Marco Del Freo | Michele Masiero e Marco Del Freo | Fabio Valdambrini                  | Roberto Diso |
| 306 | La notte del sacrificio       | novembre              | Michele Masiero                  | Michele Masiero                  | Fabio Valdambrini                  | Roberto Diso |
| 307 | Juanito il ribelle            | dicembre              | Stefano Marzorati                | Stefano Marzorati                | Domenico e Stefano Di Vitto        | Roberto Diso |

## 2001
| Nr. | Titolo                      | Mese di pubblicazione | Soggetto                           | Sceneggiatura                      | Disegni                            | Copertina    |
| --- | --------------------------- | --------------------- | ---------------------------------- | ---------------------------------- | ---------------------------------- | ------------ |
| 308 | Lampi di battaglia          | gennaio               | Stefano Marzorati                  | Stefano Marzorati                  | Domenico e Stefano Di Vitto        | Roberto Diso |
| 309 | Caccia spietata             | febbraio              | Luigi Mignacco                     | Luigi Mignacco                     | Orestes Suarez                     | Roberto Diso |
| 310 | Un amico in pericolo        | marzo                 | Luigi Mignacco                     | Luigi Mignacco                     | Roberto Diso                       | Roberto Diso |
| 311 | La sfida del Gringo         | aprile                | Luigi Mignacco                     | Luigi Mignacco                     | Roberto Diso                       | Roberto Diso |
| 312 | Il Terrore del Rio Negro    | maggio                | Luigi Mignacco                     | Luigi Mignacco                     | Oliviero Gramaccioni               | Roberto Diso |
| 313 | Nel covo dei pirati         | giugno                | Luigi Mignacco                     | Luigi Mignacco                     | Oliviero Gramaccioni               | Roberto Diso |
| 314 | Morte a Manaus              | luglio                | Michele Masiero                    | Michele Masiero                    | Giovanni Bruzzo                    | Roberto Diso |
| 315 | L'ombra dello scorpione     | agosto                | Michele Masiero                    | Michele Masiero                    | Giovanni Bruzzo                    | Roberto Diso |
| 316 | I dannati della miniera     | settembre             | Michele Masiero e Maurizio Colombo | Michele Masiero e Maurizio Colombo | Marco Bianchini e Marco Santucci   | Roberto Diso |
| 317 | L'assedio                   | ottobre               | Michele Masiero                    | Michele Masiero                    | Marco Bianchini e Marco Santucci   | Roberto Diso |
| 318 | Avventura sulla Cordigliera | novembre              | Luigi Mignacco                     | Luigi Mignacco                     | Fabrizio Busticchi e Luana Paesani | Roberto Diso |
| 319 | Due vite in gioco           | dicembre              | Luigi Mignacco                     | Luigi Mignacco                     | Fabrizio Busticchi e Luana Paesani | Roberto Diso |

## 2002
| Nr. | Titolo                   | Mese di pubblicazione | Soggetto          | Sceneggiatura     | Disegni                                                  | Copertina    |
| --- | ------------------------ | --------------------- | ----------------- | ----------------- | -------------------------------------------------------- | ------------ |
| 320 | Il fiume maledetto       | gennaio               | Michele Masiero   | Michele Masiero   | Fabio Valdambrini                                        | Roberto Diso |
| 321 | Territorio Jivaro        | febbraio              | Stefano Marzorati | Stefano Marzorati | Orestes Suarez                                           | Roberto Diso |
| 322 | Una foto che scotta      | marzo                 | Michele Masiero   | Michele Masiero   | Alessandro Bignamini                                     | Roberto Diso |
| 323 | Destinazione Los Angeles | aprile                | Michele Masiero   | Michele Masiero   | Alessandro Bignamini                                     | Roberto Diso |
| 324 | L'attentato              | maggio                | Stefano Marzorati | Stefano Marzorati | Paolo Bisi                                               | Roberto Diso |
| 325 | Gli intrighi del potere  | giugno                | Stefano Marzorati | Stefano Marzorati | Paolo Bisi                                               | Roberto Diso |
| 326 | Trafficanti di morte     | luglio                | Stefano Marzorati | Stefano Marzorati | Domenico e Stefano Di Vitto                              | Roberto Diso |
| 327 | Indocina                 | agosto                | Stefano Marzorati | Stefano Marzorati | Domenico e Stefano Di Vitto                              | Roberto Diso |
| 328 | Il sentiero dei ricordi  | settembre             | Stefano Marzorati | Stefano Marzorati | Domenico e Stefano Di Vitto                              | Roberto Diso |
| 329 | Il risveglio del drago   | ottobre               | Luigi Mignacco    | Luigi Mignacco    | Oliviero Gramaccioni                                     | Roberto Diso |
| 330 | Tracce di sangue         | novembre              | Luigi Mignacco    | Luigi Mignacco    | Oliviero Gramaccioni                                     | Roberto Diso |
| 331 | Gli ultimi fuochi        | dicembre              | Luigi Mignacco    | Luigi Mignacco    | Oliviero Gramaccioni, Fabrizio Busticchi e Luana Paesani | Roberto Diso |

## 2003
| Nr. | Titolo                   | Mese di pubblicazione | Soggetto        | Sceneggiatura   | Disegni                            | Copertina    |
| --- | ------------------------ | --------------------- | --------------- | --------------- | ---------------------------------- | ------------ |
| 332 | Birmania misteriosa      | gennaio               | Luigi Mignacco  | Luigi Mignacco  | Fabrizio Busticchi e Luana Paesani | Roberto Diso |
| 333 | Il tempio proibito       | febbraio              | Luigi Mignacco  | Luigi Mignacco  | Fabrizio Busticchi e Luana Paesani | Roberto Diso |
| 334 | Allarme atomico          | marzo                 | Luigi Mignacco  | Luigi Mignacco  | Marco Bianchini e Marco Santucci   | Roberto Diso |
| 335 | Guerra di spie           | aprile                | Luigi Mignacco  | Luigi Mignacco  | Marco Bianchini e Marco Santucci   | Roberto Diso |
| 336 | Sui mari della Cina      | maggio                | Luigi Mignacco  | Luigi Mignacco  | Domenico e Stefano Di Vitto        | Roberto Diso |
| 337 | Macao                    | giugno                | Luigi Mignacco  | Luigi Mignacco  | Domenico e Stefano Di Vitto        | Roberto Diso |
| 338 | Il prezzo del tradimento | luglio                | Luigi Mignacco  | Luigi Mignacco  | Domenico e Stefano Di Vitto        | Roberto Diso |
| 339 | Braccati!                | agosto                | Michele Masiero | Michele Masiero | Paolo Bisi                         | Roberto Diso |
| 340 | Presagi di morte         | settembre             | Michele Masiero | Michele Masiero | Fabrizio Busticchi e Luana Paesani | Roberto Diso |
| 341 | I vincitori e i vinti    | ottobre               | Michele Masiero | Michele Masiero | Fabrizio Busticchi e Luana Paesani | Roberto Diso |
| 342 | Rio de Janeiro           | novembre              | Luigi Mignacco  | Luigi Mignacco  | Domenico e Stefano Di Vitto        | Roberto Diso |
| 343 | Il Piper rubato          | dicembre              | Luigi Mignacco  | Luigi Mignacco  | Oliviero Gramaccioni               | Roberto Diso |

## 2004
| Nr. | Titolo                   | Mese di pubblicazione | Soggetto                         | Sceneggiatura                    | Disegni                               | Copertina    |
| --- | ------------------------ | --------------------- | -------------------------------- | -------------------------------- | ------------------------------------- | ------------ |
| 344 | Sotto il cielo di Manaus | gennaio               | Michele Masiero                  | Michele Masiero                  | Giovanni Bruzzo                       | Roberto Diso |
| 345 | Storia di un soldato     | febbraio              | Michele Masiero                  | Michele Masiero                  | Renzo Calegari                        | Roberto Diso |
| 346 | Uomini ed eroi           | marzo                 | Michele Masiero                  | Michele Masiero                  | Renzo Calegari                        | Roberto Diso |
| 347 | Il tempo degli assassini | aprile                | Michele Masiero                  | Michele Masiero                  | Fabio Valdambrini                     | Roberto Diso |
| 348 | Vendetta!                | maggio                | Michele Masiero                  | Michele Masiero                  | Fabio Valdambrini                     | Roberto Diso |
| 349 | Il morso del "Piranha"   | giugno                | Luigi Mignacco                   | Luigi Mignacco                   | Oliviero Gramaccioni                  | Roberto Diso |
| 350 | La ragazza rapita        | luglio                | Luigi Mignacco                   | Luigi Mignacco                   | Oliviero Gramaccioni                  | Roberto Diso |
| 351 | Nel cuore della giungla  | agosto                | Michele Masiero                  | Michele Masiero                  | Alessandro Bignamini                  | Roberto Diso |
| 352 | L'idolo Maya             | settembre             | Luigi Mignacco e Michele Masiero | Luigi Mignacco e Michele Masiero | Alessandro Bignamini e Orestes Suarez | Roberto Diso |
| 353 | Giustizia Yanoama        | ottobre               | Michele Masiero                  | Michele Masiero                  | Orestes Suarez                        | Roberto Diso |
| 354 | Sangue in paradiso       | novembre              | Michele Masiero                  | Michele Masiero                  | Orestes Suarez                        | Roberto Diso |
| 355 | Soldi sporchi            | dicembre              | Michele Masiero                  | Michele Masiero                  | Fabrizio Busticchi e Luana Paesani    | Roberto Diso |

## 2005
| Nr. | Titolo                     | Mese di pubblicazione | Soggetto                         | Sceneggiatura                    | Disegni                                               | Copertina    |
| --- | -------------------------- | --------------------- | -------------------------------- | -------------------------------- | ----------------------------------------------------- | ------------ |
| 356 | Corsa contro il tempo      | gennaio               | Michele Masiero e Luigi Mignacco | Luigi Mignacco                   | Fabrizio Busticchi e Luana Paesani                    | Roberto Diso |
| 357 | L'uomo del futuro          | febbraio              | Luigi Mignacco                   | Luigi Mignacco                   | Paolo Bisi                                            | Roberto Diso |
| 358 | Il pentito                 | marzo                 | Andrea Mantelli e Luigi Mignacco | Andrea Mantelli e Luigi Mignacco | Fabrizio Busticchi e Luana Paesani                    | Roberto Diso |
| 359 | Trappola per topi          | aprile                | Andrea Mantelli e Luigi Mignacco | Andrea Mantelli e Luigi Mignacco | Fabrizio Busticchi e Luana Paesani                    | Roberto Diso |
| 360 | Il tesoro di Saint-Exupèry | maggio                | Luigi Mignacco                   | Luigi Mignacco                   | Marco Bianchini e Marco Santucci                      | Roberto Diso |
| 361 | Minaccia dal passato       | giugno                | Luigi Mignacco                   | Luigi Mignacco                   | Marco Bianchini e Marco Santucci                      | Roberto Diso |
| 362 | Atterraggio forzato        | luglio                | Marco Del Freo e Luigi Mignacco  | Marco Del Freo e Luigi Mignacco  | Eugenio Colonnese, Fabrizio Busticchi e Luana Paesani | Roberto Diso |
| 363 | Il marchio del traditore   | agosto                | Marco Del Freo e Luigi Mignacco  | Marco Del Freo e Luigi Mignacco  | Eugenio Colonnese, Fabrizio Busticchi e Luana Paesani | Roberto Diso |
| 364 | Qualcosa è cambiato        | settembre             | Guido Nolitta                    | Guido Nolitta                    | Domenico e Stefano Di Vitto                           | Roberto Diso |
| 365 | Uno strano appuntamento    | ottobre               | Guido Nolitta                    | Guido Nolitta                    | Domenico e Stefano Di Vitto                           | Roberto Diso |
| 366 | Il fuoco e il sangue       | novembre              | Guido Nolitta                    | Guido Nolitta                    | Domenico e Stefano Di Vitto                           | Roberto Diso |
| 367 | Ayahuasca                  | dicembre              | Guido Nolitta                    | Guido Nolitta                    | Marco Bianchini e Marco Santucci                      | Roberto Diso |

## 2006
| Nr. | Titolo                      | Mese di pubblicazione | Soggetto      | Sceneggiatura | Disegni                                           | Copertina    |
| --- | --------------------------- | --------------------- | ------------- | ------------- | ------------------------------------------------- | ------------ |
| 368 | Delirio!                    | gennaio               | Guido Nolitta | Guido Nolitta | Fabio Civitelli, Marco Bianchini e Marco Santucci | Roberto Diso |
| 369 | Agguato al "Victoria"       | febbraio              | Guido Nolitta | Guido Nolitta | Fabio Civitelli e Roberto Diso                    | Roberto Diso |
| 370 | Un bel mucchio di Cruzeiros | marzo                 | Guido Nolitta | Guido Nolitta | Roberto Diso                                      | Roberto Diso |
| 371 | La foresta brucia!          | aprile                | Guido Nolitta | Guido Nolitta | Fabrizio Busticchi e Luana Paesani                | Roberto Diso |
| 372 | La sfida di Esse-Esse       | maggio                | Guido Nolitta | Guido Nolitta | Roberto Diso, Fabrizio Busticchi e Luana Paesani  | Roberto Diso |
| 373 | Empate!                     | giugno                | Guido Nolitta | Guido Nolitta | Roberto Diso, Domenico e Stefano Di Vitto         | Roberto Diso |
| 374 | La festa è finita           | luglio                | Guido Nolitta | Guido Nolitta | Domenico e Stefano Di Vitto                       | Roberto Diso |
| 375 | Missione Mayarì             | agosto                | Guido Nolitta | Guido Nolitta | Domenico e Stefano Di Vitto                       | Roberto Diso |
| 376 | Alla ricerca di Kamanau     | settembre             | Guido Nolitta | Guido Nolitta | Domenico e Stefano Di Vitto                       | Roberto Diso |
| 377 | La roccia rossa             | ottobre               | Guido Nolitta | Guido Nolitta | Domenico e Stefano Di Vitto                       | Roberto Diso |
| 378 | Black Lagoon                | novembre              | Guido Nolitta | Guido Nolitta | Domenico e Stefano Di Vitto                       | Roberto Diso |
| 379 | Una nuova vita              | dicembre              | Guido Nolitta | Guido Nolitta | Roberto Diso, Domenico e Stefano Di Vitto         | Roberto Diso |

## Le Nuove Avventure
| Nr. | Titolo                     | Mese di pubblicazione | Soggetto                          | Sceneggiatura                     | Disegni                                      | Copertina         |
| --- | -------------------------- | --------------------- | --------------------------------- | --------------------------------- | -------------------------------------------- | ----------------- |
| 1   | Mister No ritorna!         | luglio 2019           | Michele Masiero                   | Michele Masiero                   | Roberto Diso e Massimo Cipriani              | Fabio Valdambrini |
| 2   | Acque morte                | agosto 2019           | Luigi Mignacco                    | Luigi Mignacco                    | Roberto Diso e Massimo Cipriani              | Fabio Valdambrini |
| 3   | Il prigioniero della selva | settembre 2019        | Luigi Mignacco                    | Luigi Mignacco                    | Marco Foderà                                 | Fabio Valdambrini |
| 4   | La montagna proibita       | ottobre 2019          | Luigi Mignacco                    | Luigi Mignacco                    | Roberto Diso e Marco Foderà                  | Fabio Valdambrini |
| 5   | La città senza memoria     | novembre 2019         | Luigi Mignacco                    | Luigi Mignacco                    | Roberto Diso e Stefano Di Vitto              | Fabio Valdambrini |
| 6   | A costo della vita         | dicembre 2019         | Luigi Mignacco e Maurizio Colombo | Luigi Mignacco e Maurizio Colombo | Roberto Diso e Marco Foderà                  | Fabio Valdambrini |
| 7   | Intrigo a Manaus           | gennaio 2020          | Luigi Mignacco e Maurizio Colombo | Luigi Mignacco e Maurizio Colombo | Marco Foderà, Stefano Di Vitto, Roberto Diso | Fabio Valdambrini |
| 8   | I pirati dell'aria         | febbraio 2020         | Luigi Mignacco                    | Luigi Mignacco                    | Stefano Di Vitto, Massimo Cipriani           | Fabio Valdambrini |
| 9   | L'ultimo atto              | marzo 2020            | Luigi Mignacco                    | Luigi Mignacco                    | Massimo Cipriani, Roberto Diso               | Fabio Valdambrini |
| 10  | L'ombra che uccide         | aprile 2020           | Luigi Mignacco                    | Luigi Mignacco                    | Roberto Diso                                 | Fabio Valdambrini |
| 11  | La lunga notte             | maggio 2020           | Luigi Mignacco                    | Luigi Mignacco                    | Roberto Diso                                 | Fabio Valdambrini |
| 12  | Il cangaceiro fantasma     | giugno 2020           | Luigi Mignacco                    | Luigi Mignacco                    | Massimo Cipriani, Marco Foderà               | Fabio Valdambrini |
| 13  | Il mistero di Calçoene     | luglio 2020           | Luigi Mignacco                    | Luigi Mignacco                    | Roberto Diso                                 | Fabio Valdambrini |
| 14  | Professione: avventura!    | agosto 2020           | Luigi Mignacco e Michele Masiero  | Luigi Mignacco e Michele Masiero  | Roberto Diso, Massimo Cipriani               | Fabio Valdambrini |